# Rafael Sánchez-Paredes
Rafael Sánchez-Paredes (Numancia de la Sagra, Toledo, 27 de julio de 1876 o 17 de julio de 1883-1 de julio de 1947) fue un militar español, conocido por haber sido comandante de las Fuerzas acorazadas del Ejército republicano durante la Guerra civil española.

## Biografía
Militar profesional, pertenecía al arma de infantería. En diciembre de 1923, poco después del Golpe de Estado de Primo de Rivera, fue nombrado delegado gubernativo en Bujalance (Córdoba). Al comienzo de la guerra civil tenía el rango de teniente coronel, estando al frente de un regimiento de carros de combate.
Nada más comenzada la guerra, ejerció la jefatura de la columna de Somosierra que logró frenar a las tropas rebeldes de Mola que pretendían tomar Madrid. El 6 de agosto de 1936 fue ascendido a coronel de infantería. El 22 de septiembre de ese año el gobierno le nombró comandante de la nueva Escuela de carros de combate en Archena. Desde esa fecha y durante el resto de la contienda fue comandante de la base de Archena, establecida con la asistencia de oficiales soviéticos como el también coronel Semión Krivoshéin. Más adelante, cuando ya habían aumentado los efectivos blindados del Ejército republicano, estuvo al frente de la División de Ingenios Blindados. Al final de la contienda abandonó España y se exilió a bordo del buque Sinaia en México, país donde falleció el 1 de julio de 1947.
Fue miembro de la Sociedad Teosófica.